# Font de l'Oreneta
La Font de l'Oreneta és una font prop del Mas Rosquelles, al terme municipal de Viladrau. La font fou arranjada el 1936, en memòria de Guerau de Liost. Joan Mirambell i Ferran, mestre de jardins, ordenà l'aspecte del paratge i l'escultor Joan Rebull hi esculpí dues esteles. En la primera s'hi llegeix un poema de Guerau de Liost que acaba:
Vora la teva font, fes, oreneta, niu: faràs, demà, companyia al poeta.
En la segona estela hi ha un dístic del poeta Josep Carner:
Filla del cel jo so la Font de l'Oreneta, em descobrí l'ocell i em coronà un poeta.
Es creu que era un dels llocs de pas d'en Joan Serrallonga.